# افق اوراس
افق اوراس (به انگلیسی: Ufuk Uras؛ متولد ۴ ژانویه ۱۹۵۹ در استانبول) سیاستمدار لیبرال سوسیالیست و همچنین اقتصاددان اهل کشور ترکیه است.وی نخستین داوطلب مستقل سوسیالیست می باشد که در مجلس ملی کبیر ترکیه رای آورده است.